# Pojemność wymiany kationów

Schemat fazowej struktury gleby

Podwójna warstwa elektryczna na powierzchni sorbentu

Schemat miceli koloidu liofobowego, stabilizowanych elektrostatycznie (M – cząstka mineralna, H – cząstka humusu)

Pojemność wymiany kationów, PWK (kationowa pojemność wymienna) – część pojemności glebowego kompleksu sorpcyjnego dotycząca wymiennej adsorpcji kationów z roztworu glebowego; jedna z cech gleby decydujących o jej żyzności. Definicja i symbol PWK zostały przyjęte przez Zespół Fizykochemii Gleb PTG jako odpowiednik ang. cation exchange capacity (CEC) lub niem. Austauschkapazitat (KaK lub AK).
PWK jest równa sumie ładunków kationów, które zobojętnieją ładunki ujemne znajdujące się w danych warunkach na powierzchni cząstek kompleksu sorpcyjnego w określonej masie gleby. Jest wyrażana w centymolach jonów na kilogram gleby (wcześniej – w milirównoważnikach na 100 g gleby).

## Powierzchnia sorbentu glebowego
Na rozwiniętej powierzchni cząstek glebowego kompleksu sorpcyjnego adsorbują się składniki fazy gazowej i ciekłej (roztworu glebowego). Sorpcja kationów zachodzi dzięki obecności na powierzchni sorbentu ładunków ujemnych, powstających np. na powierzchni cząstek mineralnych i cząstek próchnicy wskutek:
- zachodzącej przy wysokim pH dysocjacji, polegającej na odłączeniu protonu od znajdujących się na powierzchni cząstek koloidalnych grup –OH, –COOH, –NH
2, –OCH
3,
- izomorficznej wymiany jonów Si4+
 na jony Al3+
 wewnątrz komórek elementarnych tetraedrycznej warstwy sieci krystalicznej iłów,
- izomorficznej wymiany jonów Al3+
 na jony Mg2+
 lub Fe2+
 wewnątrz komórek elementarnych oktaedrycznej warstwy sieci krystalicznej.

Ilość ujemnych ładunków, powstających wskutek dysocjacji powierzchniowych grup funkcyjnych, jest zależna od odczynu gleby. Część tych ładunków jest neutralizowana, np. przez jony K+
, trwale wiązane w przestrzeniach międzypakietowych. 
Na powierzchni amfoterycznych uwodnionych tlenków i wodorotlenków żelaza i glinu zależnie od pH środowiska powstają ładunki dodatnie lub ujemne wskutek:
- przyłączania protonu przy niskim pH,
- odłączania protonu przy wysokim pH,

W punkcie izoelektrycznym ładunek nie powstaje. 

## Pojemność rzeczywista i potencjalna
Ze względu na zależność wielkość ładunku powierzchniowego od odczynu gleby wyróżnia się:
- pojemność potencjalną (PWKpt, PWK8,2) – odniesioną do odczynu standardowego pH = ok. 8,2 (wartości występujące po wapnowaniu gleb i w naturalnych glebach węglanowych),
- pojemność rzeczywistą (PWKr, PWK8,2, pojemność efektywna) – odniesioną do warunków rzeczywistych.

Wartości potencjalnej i efektywnej PWK:
- są w przybliżeniu podobne w przypadku gleb mineralnych (< 5 % substancji organicznych, SO[5]) o odczynie obojętnym,
- różnią się kilkakrotnie w przypadku kwaśnych gleb organicznych lub organicznych poziomów gleb leśnych (> 20% SO[5]).

W  poziomie butwinowym próchnicy leśnej wyznaczono np. dla:
- pH ≅ 8 PWKpot ≅ 150 cmol(+)/kg,
- pH = 4 PWKr ≅ 60 cmol(+)/kg,
- pH = 2 PWKr ≅ 30 cmol(+)/kg.

## Kationy kwasowe i zasadowe

Orientacyjna ilustracja zmian udziału kationów zasadowych (Ca(2+), Mg(2+), K+, Na+) w PWK wraz ze zmianami pH gleby

Dostępność pierwiastków dla roślin jako funkcja odczynu gleby

Wśród kationów zobojętniających powierzchniowy ładunek sorbentów glebowych wyróżnia się:
- kationy zasadowe (inaczej „wymienne zasady”) – przede wszystkim  Ca2+
, Mg2+
, Na+
, K+
, tworzące z wodą silne zasady,
- kationy kwasowe – przede wszystkim H+
 i Al3+
, a w mniejszych ilościach Fe3+
, Mn2+
[7].

Jony Al3+
 mają wysoką energię adsorpcji. W glebach kwaśnych zajmują dużą część miejsc sorpcji wymiennej, wypierając jony zasadowe. Po wyparciu z sorbentu biorą udział w reakcjach:
Al3+
 + 3H
2O  ⇄  Al(OH)
3 + 3H+

AlOH2+
 + 2H
2O  ⇄  Al(OH)
3 + 2H+

Al(OH)+
2 + H
2O  ⇄  Al(OH)
3 + H+

Udział kationów zasadowych (Ca2+
, Mg2+
, K+
, Na+
), ważnych jako substancje biogenne, w łącznym PWK wynosi 75–100%, jeżeli pH = 7–8 i wynosi ok. 50% przy pH ≅ 6. 
Wpływ pH na dostępność innych kationów dla roślin uprawnych przedstawiono na orientacyjnym wykresie, wraz z informacjami o dostępności innych pierwiastków, zatrzymywanych przez sorbent glebowy w wyniku specyficznej i niespecyficznej adsorpcji anionów (np. absorpcja NO−
3, Cl−
, SO2−
,  H
2PO−
4).